# جاده ئی۶۱۱ اروپا
جاده ئی۶۱۱ اروپا (به انگلیسی: European route E611) یکی از جاده‌های درجه ۲ قاره اروپا است.
این جاده که در کشور فرانسه قرار دارد از شهر لیون شروع شده و در شهر پونت-داین به پایان می‌رسد.